# 16435 Fándly
16435 Fándly là một tiểu hành tinh vành đai chính với chu kỳ quỹ đạo là 1464.6915356 ngày (4.01 năm).
Nó được phát hiện ngày 7 tháng 11 năm 1988.